# Diaspora coréenne
La diaspora coréenne comprend au minimum cinq millions de personnes (selon une définition étroite de la notion de personne d'origine coréenne), présentes notamment en Chine, au Japon, au Kazakhstan, en Russie et en Amérique (États-Unis, Brésil, et Canada).
La diaspora coréenne constitue ainsi l'une des trois composantes de la population coréenne, avec les Nord-Coréens et les Sud-Coréens, clairement identifiée comme telle dans le rapprochement en cours entre les deux gouvernements coréens.

## Chine
Les 2 millions de Coréens vivant en Chine constituent l'une des 55 minorités nationales du pays et sont principalement présents dans le nord-est du pays, près de la frontière avec la Corée du Nord (voir l'article détaillé Diaspora coréenne en Chine).

## Amérique du Nord
Aux États-Unis, 630 000 Américains déclaraient, lors du recensement de 1990, utiliser le coréen chez eux. La Corée du Sud a en effet représenté 4 % des flux d'immigration aux États-Unis entre 1961 et 1980.
Au Canada, l'Agence de coopération internationale coréenne (plus connue sous son nom anglais[réf. nécessaire] : Korean International Cooperation Agency, ou KOICA), organisme gouvernemental sud-coréen responsable de la politique d'immigration, a un bureau à Toronto. La KOICA estime la population coréenne au Canada à 100 000 personnes, répartie principalement dans les provinces anglophones de l'Ontario (49 %) et de la Colombie-Britannique (34 %), alors que le Québec francophone ne représente que 4 % de ce total. La plupart de ces émigrants sont arrivés récemment, après l'ouverture du Canada à une immigration d'origine asiatique plus importante en 1968.

## Japon
Au Japon, 610 000 Coréens (sur les quelque 2 millions que comptait le Japon en 1945, dont beaucoup sont alors revenus en Corée) ont un statut d'étrangers. Ils sont rassemblés dans l'une ou l'autre des associations de résidents coréens au Japon, la Chongryon et la Mindan, proches respectivement de la Corée du Nord et de la Corée du Sud. Voir les articles Zainichi, Kankokujin (sud-coréens du Japon) et Chosenjin (nord-coréens du Japon).

## Ex URSS
Une diaspora de près de 300 000 membres réside dans les États issus de l'URSS, notamment en Asie centrale où de nombreux Coréens, originaires des provinces d'Extrême-Orient, ont été déportés en 1937, : les Koryo-sarams. En Russie, une autre minorité d'origine coréenne réside dans le sud de l'île de Sakhaline (territoire anciennement japonais) : elle y a été déportée par les Japonais pendant l'occupation japonaise de la Corée.

## Amérique latine
En Amérique latine, plusieurs centaines de Coréens se sont établis au Mexique à partir du tournant du vingtième siècle où ils constituent aujourd'hui une diaspora de quelques milliers de personnes. La minorité coréenne la plus importante en Amérique latine vit au Brésil : forte de 40 000 personnes, qui se sont installées à partir de 1956, elle s'est notamment spécialisée dans le commerce de vêtements à São Paulo.

## France
Environ 6 600 Coréens (dont une cinquantaine de Nord-Coréens, non compris plusieurs milliers de Français d'origine coréenne) résident en France, mais la plus importante minorité coréenne en Europe réside en Allemagne. La France est cependant le pays européen qui compte le plus grand nombre d'adoptés (10 000) d'origine coréenne, à l'origine de l'association Racines coréennes.